# Ресторан пана Септіма
«Ресторан пана Септіма» (або «Гранд-ресторан», фр. Le Grand Restaurant) — французька кінокомедія 1966 року режисера Жака Бенара з Луї де Фюнесом і Бернаром Бліє в головних ролях. Луї де Фюнес також є одним зі співавторів сценарію.
Мсьє Септім — відомий паризький ресторатор, який дуже пишається своїм закладом. Але популярність одного разу грає з мсьє Септімом злий жарт. Президент якоїсь із латиноамериканських країн таємниче зникає, відвідуючи його ресторан. Поліція вважає, що президента викрали з метою викупу. Щоб уникнути ганьби, Септіму доводиться виконати хитрий план поліції з упіймання зловмисників.

## Сюжет
Мсьє Септім усе своє життя присвятив улюбленій справі — управлінню рестораном. Робота замінило йому навіть особисте життя. Саме тому ресторан «Септім» найреспектабельніший у Парижі. Заклад привертає найвибагливішу публіку, від аристократів і високопоставлених політиків різних країн до французьких чиновників. Мсьє Септім дуже пишається репутацією ресторану, особисто слідкуючи за обслуговуванням. Працівники недолюблюють його за це і одного разу Септім вирішує дізнатись як ті поводяться, коли його нема поблизу. Септім іде начебто в справах, а насправді переодягається та приходить у власний ресторан під виглядом манірного поета.
Септім зауважує, що йому намагаються подати більше, ніж він замовляв, офіціанти дрімають на роботі, піаніст краде загублену купюру і таке інше. Тоді Септім видає хто він і збирається влаштувати скандал. Але саме тоді Париж відвідує президент якоїсь латиноамериканської країни та бажає побувати в знаменитому ресторані Септіма. Власник не впевнений тепер у своїх підлеглих, тож аби не розчарувати гостя, проводить для них виснажливу репетицію.
Однак, з приїздом президента починаються невдачі. Спершу оркестр невчасно починає грати, а потім під час подачі фірмової страви фламбування відбувається надто сильно. Оговтавшись, всі бачать, що президент зник.
Комісар поліції викликає Септіма на допит і розповідає, що зникнення президента загрожує міжнародним скандалом, а то й війною. В Парижі переховуються противники президента, котрі могли пробратися в ресторан і влаштувати викрадення. Вони справді планували викрадення, але це зникнення стає для них несподіванкою. Змовники вирішують дізнатись де їхня ціль, та підозрюють, що Септім належить до іншого злочинного угрупування. Під наглядом поліції Септім продовжує роботу, шукаючи в ресторані підозрілих осіб. Секретарка президента, Софія, помічає переслідування, коли їде з Септімом у авто. Вході погоні їхня машина падає в річку, тож зловмисники думають нібито Септім потонув. Побачивши його в ресторані, вони бояться, що Септім впізнає їх. Той повідомляє в поліцію та намагається затримати угрупування, під різними приводами не випускаючи з ресторану. Лиходіям, однак, вдається втекти.
Зловмисники прагнуть все одно отримати викуп за президента. Підкинувши в його авто радіоприймач, вони наказують під страхом убивства їхати в парк. Там Септім отримує наказ розповісти прем'єр-міністру, що президент у них і вимагають велику суму. Поліція вирішує цим скористатись і затримати лиходіїв під час передачі грошей.
Дорогою до місця зустрічі Септім порушує правила руху, за ним женеться автоінспекція і зрештою авто падає в сніг на гірському перевалі. Погнавшись за авто, зловмисники потрапляють в руки поліції.
Злочинців затримано і поліція влаштовує Септіму зустріч зі зниклим президентом. Той розповідає, що ніякого викрадення не було — він сам інсценізував це, аби відпочити від інтриг і лицемірства, що оточують главу держави. За всі негаразди, що спідкали через це Септіма, президент обіцяє йому всенародну славу. Невдовзі Септім читає в газеті, що завдяки його героїзму президента було визволено з рук викрадачів. Повернувшись до роботи в ресторані, мсьє Септім влаштовує святкування. Президент вдає наче знову зник, що стає приводом пожартувати з переляканого комісара поліції.

## У ролях
- Луї де Фюнес  — пан Септім
- Бернар Бліє — поліцейський комісар
- Марія-Роза Родріґес — Софія, секретарка президента Новалеса
- Поль Пребуа — сомельє ресторану
- Венантіно Венантіні — Енріке
- Фолько Люллі — президент Новалес
- Ноель Роквер — міністр
- Ґі Ґроссо — офіціант
- Мішель Модо — Маленький Роже, офіціант
- Моріс Ріш — офіціант
- Жак Дінам — офіціант

## Цікаві факти
- Під рестораном Септіма мається на увазі відомий паризький ресторан «Maxim's».
- Будівлею ресторану, показаного у фільмі, є ресторан «Ледоєн» (Ledoyen) на Єлісейських полях.